# Emilio Arrieta
Pascual Juan Emilio Arrieta Corera (20 de outubro de 1821 – 11 de fevereiro de 1894) foi um compositor espanhol.
Arrieta nasceu em Puente la Reina, Navarra, e morreu em Madrid. Sua formação em Itália, sob o patrocínio da Rainha Isabel II, concentrar-se na ópera escrita, e mais tarde compôs zarzuelas. 

## Obras

### Óperas
- 1846 Ildegonda, 2 actos - libreto: Temistocle Solera
- 1850 La Conquista de Granada, 3 actos - libreto: Temistocle Solera
- 1851 Pergolesi
- 1887 Marina, 3 actos (1855 zarzuela) - libreto: Francisco Camprodón e Miguel Ramos Carrión

### Zarzuelas
- 1853 El dominó Azul, 3 atos - libreto: Francisco Camprodón
- 1853 El grumete, 1 ato - libreto: Antonio Garciá Gutiérrez
- 1853 La estrella de Madrid, 3 atos - libreto: Adelardo López de Ayala
- 1854 La cacería real
- 1855 Guerra a Muerte
- 1855 La dama del Rey
- 1855 Marina, 2 atos - libreto: Francisco Camprodón
- 1856 La hija de la Providencia
- 1856 El sonámbulo
- 1858 El planeta Venus, 3 atos - libreto: Ventura de la Vega
- 1858 Azón Visconti, 3 atos - libreto: Antonio García Gutiérrez
- 1860 Los circasianos, 3 atos - libreto: Luis Olona
- 1861 Llamada y tropa, 2 atos - libreto: Antonio García Gutiérrez
- 1862 La Tabernera de Londres
- 1863 La vuelta del corsario, 1 ato - libreto: Antonio García Gutiérrez (segunda parte de: El grumete)
- 1866 El duende de Madrid
- 1866 El conjuro, 1 acte - libreto: Adelardo López de Ayala
- 1866 Un sarao y una soirée 2 atos - libreto: Miguel Ramos Carrión e Eduardo de Lustonó
- 1867 La suegra del diablo, 3 atos - libreto: Eusebio Blasco y Soler
- 1867 El figle enamorado, 1 ato - libreto: Miguel Ramos Carrión
- 1867 Los novios de Teruel, 2 atos - libreto: Eusebio Blasco y Soler
- 1869 De Madrid a Biarritz, 2 atos - libreto: Miguel Ramos Carrión e Carlos Coello
- 1870 El potosí submarino, 3 atos - libreto: Rafael García Santisteban
- 1873 Las manzanas de oro 3 atos - libreto: Eusebio Blasco y Soler e Emilio Álvarez
- 1873 San Franco de Sena, 3 atos - libreto: José Estremera
- 1879 La guerra santa, 3 atos - libreto: Luis Mariano de Larra depois: Jules Verne
- 1880 Heliodora o El amor enamorado, 3 atos - libreto: Juan Eugenio Hartzenbusch
- 1885 El Guerrillero, (Manuel Fernández Caballero e Ruperto Chapí)